# 安国敏
安国敏（1931年—2014年），男，朝鲜族，黑龙江密山人，中国指挥家、作曲家，曾任中国音乐家协会理事。